# Nagroda im. Karla Vennberga
Nagroda im. Karla Vennberga (szw. Karl Vennbergs pris) – szwedzka nagroda literacka przyznawana przez szwedzkie Towarzystwo Dziewięciu, ufundowane testamentem szwedzkiej pisarki Lotten von Kræmer.

## Nagroda
Nagroda została nazwana na cześć Karla Vennberga, członka Towarzystwa Dziewięciu w latach 1962–1995. Jest przyznawana młodym poetom i pisarzom.
Nagroda została przyznana po raz pierwszy w 1996 roku i jest przyznawana corocznie.
Wysokość nagrody wynosi od 50 000 do 150 000 koron szwedzkich.

## Laureaci
Od 1996 Towarzystwo Dziewięciu ogłosiło następujących laureatów:
- 1996 – Inger Edelfeldt (50 000 koron szwedzkich)
- 1997 – Kristina Lugn (50 000 koron szwedzkich)
- 1998 – Ylva Eggehorn(inne języki) (50 000 koron szwedzkich)
- 1999 – Eva Runefelt(inne języki) (50 000 koron szwedzkich)
- 2000 – Ragnar Strömberg(inne języki) (50 000 koron szwedzkich)
- 2001 – Sune Örnberg(inne języki) (50 000 koron szwedzkich)
- 2002 – Bodil Malmsten (50 000 koron szwedzkich)
- 2004 – Folke Isaksson (50 000 koron szwedzkich)
- 2005 – Magnus William-Olsson(inne języki) (50 000 koron szwedzkich)
- 2006 – Ulf Eriksson(inne języki) (75 000 koron szwedzkich), Ernst Brunner(inne języki) (100 000 koron szwedzkich)
- 2007 – Marie Silkeberg(inne języki) (100 000 koron szwedzkich)
- 2008 – Steve Sem-Sandberg (100 000 koron szwedzkich)
- 2009 – Eva-Stina Byggmästar(inne języki) (100 000 koron szwedzkich)
- 2010 – Lennart Hagerfors(inne języki) (100 000 koron szwedzkich)
- 2011 – Göran Greider(inne języki) (100 000 koron szwedzkich)
- 2012 – Malte Persson (100 000 koron szwedzkich)
- 2015 – Bengt Ohlsson(inne języki) (100 000 koron szwedzkich)
- 2016 – Lasse Söderberg(inne języki) (100 000 koron szwedzkich)
- 2017 – Henrika Ringbom(inne języki) (150 000 koron szwedzkich)
- 2018 – Rolf Aggestam(inne języki)[4] (150 000 koron szwedzkich)
- 2019 – Jila Mossaed[5] (150 000 koron szwedzkich)
- 2020 – Tommy Olofsson(inne języki)[6] oraz Erik Bergqvist(inne języki) (po 150 000 koron szwedzkich)